# Elton Leme
Pour les articles homonymes, voir Leme.
Elton Leme, de son nom complet Elton Martinez Carvalho Leme, est un avocat environnemental, botaniste et professeur brésilien, né en 1960. Auteur de nombreuses publications en botanique et spécialiste des Bromeliaceae, il est actuellement juge à la cour de l'État de Rio de Janeiro et professeur à l'École brésilienne d'administration publique de la fondation Getulio Vargas.

## Biographie
Il a acquis deux spécialisations en droit de l'environnement en 1999 à la faculté de droit de l'Université catholique de Louvain et précédemment en 1997.